# Ximena Suárez
Ximena Suárez é uma roteirista e escritora mexicana.

## Filmografia
- Pienso en ti (2023)
- La desalmada (2021)
- Como tú no hay dos (2020)
- La jefa del campeón (2018)
- El Bienamado (2017)
- Pasión y poder (2015/2016)
- Primeira parte de Lo imperdonable (2015)
- La malquerida (2014)
- Segunda parte de Amores verdaderos (2012/2013)
- Ultima parte de Corona de lágrimas (2012)
- La que no podía amar (2011/2012)
- Teresa
- Alma de hierro (2008/2009)
- Segunda parte de Amar sin límites (2006/2007)
- Primeira parte de Código postal (2006/2007)
- Rubí (2004)
- El noveno mandamiento (2001)
- Pobre diabla (2000)
- María Emilia, querida (1999/2000)
- Morir dos veces (1996)
- La Paloma (1995)
- Morelia (1994/1995)
- Sueño de amor (1993)
- El cristal empañado (1989)